# Train (település)
Train település Németországban, azon belül Bajorországban. Lakosainak száma 1881 fő (2023. december 31.).

## Népesség
A település népessége az elmúlt években az alábbi módon változott:
| Lakosok száma | 471  | 1209 | 1256 | 1347 | 1822 | 1814 | 1866 | 1888 | 1907 | 1881 |
|               | 1875 | 1950 | 1975 | 1987 | 2012 | 2014 | 2016 | 2017 | 2021 | 2023 |